# Anisobas luzernensis
Anisobas luzernensis är en stekelart som först beskrevs av Bradley 1903.  Anisobas luzernensis ingår i släktet Anisobas och familjen brokparasitsteklar. Inga underarter finns listade i Catalogue of Life.